# Universidad Internacional de la Empresa
La Universidad Internacional de la Empresa (UNIE) es una universidad privada española con sede en Madrid. Pertenece a Planeta Formación y Universidades, del Grupo Planeta.

## Historia
Fue reconocida como universidad privada por Ley 2/2020, de 25 de noviembre de 2020, de reconocimiento de la universidad privada Universidad Internacional de la Empresa.
Abrió sus puertas en el curso 2022/2023, y sus instalaciones fueron inauguradas por el rey Felipe VI, junto con el ministro de Universidades en funciones, Joan Subirats y el presidente del Grupo Planeta y Atresmedia, José Creuheras, en abril de 2023.

## Campus
Cuenta con tres campus:
- Campus Arapiles (campus principal). En la calle Arapiles 14 de Chamberí.
- Campus Tres Cantos. En la Avenida de España 4 de Tres Cantos.
- Campus Castellana. En la Avenida de Monforte de Lemos 28 del barrio del Pilar.

## Centros docentes
Cuenta con cinco facultades y escuelas:
- Facultad de Ciencias de la Salud
- Facultad de Ciencias de la Educación
- Facultad de Ciencias Sociales Aplicadas y de la Comunicación
- Facultad de Ciencias Jurídicas y Relaciones Internacionales
- Escuela Superior de Ingeniería, Ciencia y Tecnología (ESICT).